# Mélissa Gomes

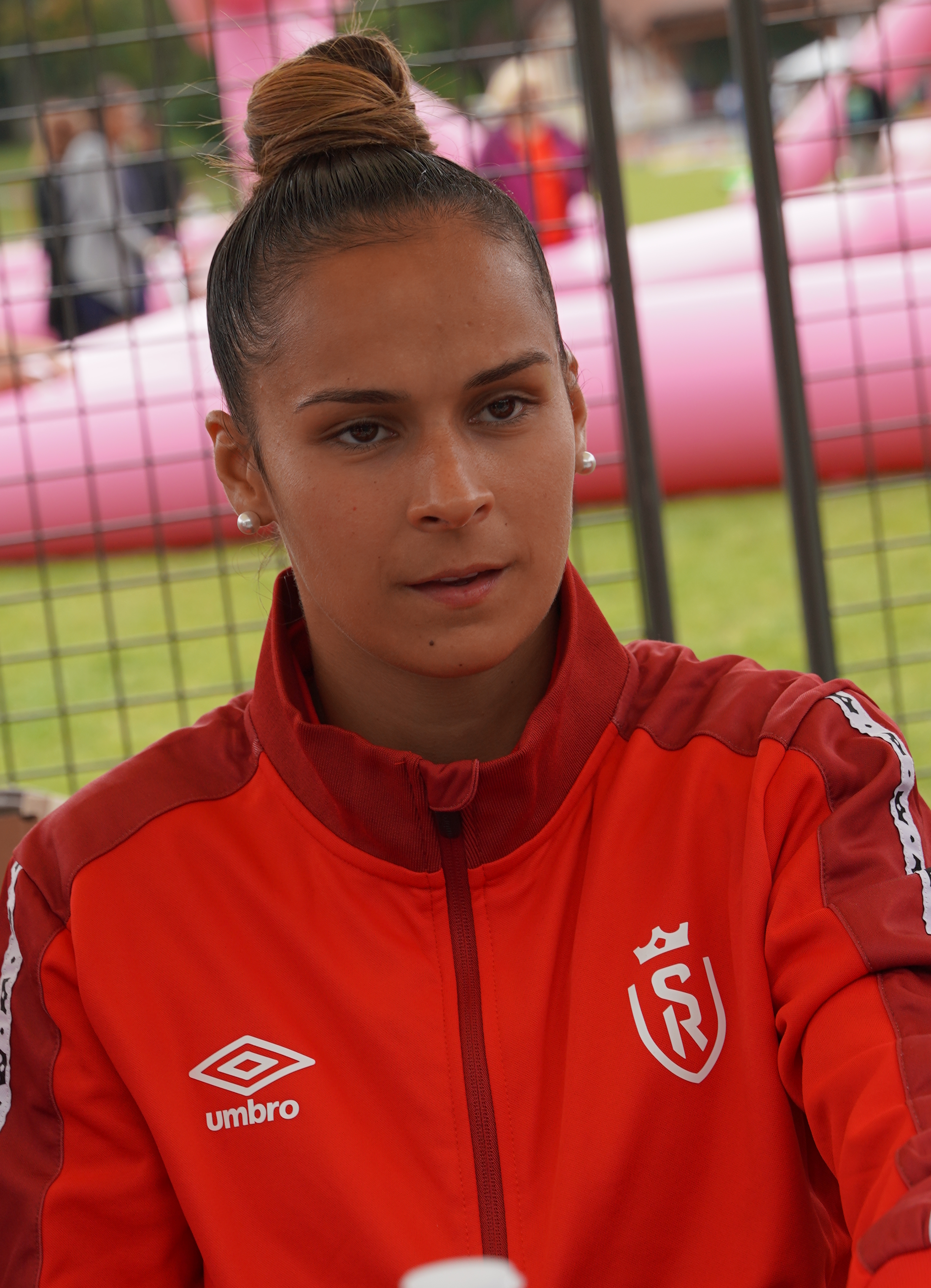
Mélissa Gomes

Mélissa Ferreira Gomes (* 27. April 1994 in Nogent-sur-Marne) ist eine französische Fußballspielerin. Sie ist portugiesische Nationalspielerin, und auch im Beachsoccer hat sie für die Mannschaft aus der Heimat ihrer Vorfahren gespielt.

## Vereinskarriere
Mélissa Gomes kickte schon als junges Mädchen ständig in den Pausen auf dem Schulhof; dasselbe tat sie von klein auf nahezu jeden Sommer, den sie bei ihren Großeltern im portugiesischen Nazaré verbrachte, am Strand. Ab ihrem zehnten Lebensjahr spielte sie in einer gemischten Mannschaft eines Vereins aus ihrem damaligen Wohnort Pontault-Combault Fußball. Als 16-Jährige wechselte sie in die Jugendabteilung der VGA Saint-Maur, ein Jahr darauf zum Juvisy FCF. Bei Juvisy wurde sie bereits im Oktober 2011 von Trainerin Sandrine Capy in der zweiten Frauenmannschaft eingesetzt, die in der dritten Liga antrat. In der Saison 2013/14 brachte sie es dort dann auch auf ihre ersten fünf Einsätze in Frankreichs höchster Frauenliga, beginnend mit einem Spiel gegen AF Rodez, in dem sie für Sandrine Brétigny eingewechselt wurde und zehn Minuten später per Kopf ein Tor erzielte.
Dennoch kehrte sie am Ende dieser Spielzeit zum Zweitligisten VGA Saint-Maur zurück. Dort war die Stürmerin als hängende Spitze von Anfang an Stammspielerin an der Seite der Torjägerin Marlyse Ngo Ndoumbouk und stieg nach einem wahren „Durchmarsch“ – 22 Siege in 22 Punktspielen – mit ihrer Frauschaft 2015 in die erste Division auf. Allerdings folgte der sofortige Wiederabstieg, den Gomes zusammen mit ihrem Team vollzog – und das persönlich sehr erfolgreich, indem sie 2016/17 in 21 Spielen 22 Treffer erzielte. 2017 gab sie dem Werben von Amandine Miquel, der Trainerin des Ligakonkurrenten Stade Reims, nach und trug fortan den rot-weißen Dress der Rémois. Zwei Jahre später, am Ende der Saison 2018/19, stieg Mélissa Gomes mit den Frauen aus der Champagne in die Division 1 auf, wozu sie 19 Tore beigesteuert hatte. In Frankreichs Eliteklasse benötigte sie, wie zahlreiche ihrer Mitspielerinnen, ein Jahr der Akklimatisierung; aber 2020/21 hatte sie zu ihrer Torgefährlichkeit zurückgefunden, woraufhin die Girondins Bordeaux Gomes im Sommer 2021 vertraglich an sich banden.
Ihren Sport übt Mélissa Gomes nicht nur auf dem Rasen, sondern auch auf Sand weiterhin mit Begeisterung – und dabei erfolgreich – aus. 2018 als Gastspielerin mit dem CSO Amnéville und 2019 mit Stade Reims nahm sie jeweils am von Beach Soccer Worldwide organisierten Women’s Euro Winners Cup teil, und obwohl ihre Teams nur den vierten beziehungsweise dritten Platz dabei belegten, war Gomes bei beiden Turnieren die erfolgreichste Torschützin.

### Stationen
- 2003–2010 UMS Pontault-Combault
- 2010/11 VGA Saint-Maur
- 2011–2014 Juvisy FCF
- 2014–2017 VGA Saint-Maur
- 2017–2021 Stade Reims
- 2021–2023 Girondins Bordeaux
- seit 2023 Stade Reims

## Nationalspielerin
Zwischen Februar 2011 und August 2013 gehörte Mélissa Gomes, die heutzutage über eine doppelte Staatsbürgerschaft verfügt, der portugiesischen U19-Nationalelf an, für die sie 22 Länderspiele bestritten hat, wobei ihr drei Tore gelangen. Mit diesem Team erreichte sie 2012 bei der Jahrgangs-Europameisterschaft in der Türkei das Halbfinale, in dem die Spanierinnen allerdings die Oberhand behielten.
In Portugals A-Nationalelf debütierte sie im September 2013 gegen Griechenland. Nach fünf weiteren Einsätzen wurde Gomes ab September 2014 viereinhalb Jahre lang nicht mehr berufen; in dieser Zeit gehörte sie allerdings der portugiesischen Beachsoccer-Nationalauswahl an.
Seit April 2019 zählt Mélissa Gomes zum Stamm der Fußballnationalmannschaft, auch wenn sie bei den letzten beiden Gruppenspielen der Europameisterschaftsqualifikation im Februar 2021 sowie den Play-offs gegen Russland zwei Monate darauf bei Trainer Francisco Neto keine Berücksichtigung fand. Sie fehlte 2022 auch beim Algarve-Cup, ebenso im portugiesischen Europameisterschaftskader.
Für Portugals A-Elf hat sie bisher insgesamt 19 Länderspiele bestritten; einen Treffer konnte sie in diesem Kreis aber noch nicht erzielen. (Stand: 25. November 2021)

## Palmarès
- Französische Zweitligameisterin: 2015, 2019
- Torschützenkönigin der zweiten Liga: 2019